# Big Bethel-i ütközet
A Big Bethel-i csata az amerikai polgárháború keleti hadszínterének egyik ütközete volt. 1861. június 10-én zajlott le York megyében és Hamptonban (Virginiában), a Chesapeake-öböl blokádjának részeként. Résztvevői az Amerikai Egyesült Államok és az Amerikai Konföderációs Államok voltak. Az összecsapást a konföderációs erők nyerték meg.

## Az ütközet lefolyása
Ez volt az első szárazföldi csata Virginiában az amerikai polgárháború során. Benjamin Butler vezérőrnagy összetartó oszlopokban vonuló egységeket küldött Hamptonból és Newport Newsból a Little és Big Bethelnél állomásozó előretolt konföderációs előőrsök ellen. A konföderációs katonák visszavonultak Little Bethelből és Brick Kiln Creeknél, amely a Big Bethel-i templom mellett volt található, fedezékbe vonultak.
A szövetségiek Ebenezer Pierce vezetése alatt üldözőbe vették őket, és frontális támadást indítottak ellenük, ezeket azonban visszaverték. Átkelés közben a New York-i egységek megkísérelték a konföderációs erőket bal oldalról támadni, azonban ezt a kísérletet is visszaverték. Parancsnokuk, Wynthrop ezredes életét vesztette. Az uniós erők szervezetlenek voltak, és visszavonultak Hamptonba és Newport Newsba. Az összecsapás így minimális veszteséggel (egy fő halott és hét fő sebesült) a konföderációs erők győzelmével zárult.